# Truncattus
Genre
Truncattus est un genre d'araignées aranéomorphes de la famille des Salticidae.

## Distribution
Les espèces de ce genre sont endémiques d'Hispaniola.

## Liste des espèces
Selon World Spider Catalog (version 18.5, 30/08/2017) :
- Truncattus cachotensis Zhang & Maddison, 2012
- Truncattus dominicanus Zhang & Maddison, 2012
- Truncattus flavus Zhang & Maddison, 2012
- Truncattus manni (Bryant, 1943)
- Truncattus mendicus (Bryant, 1943)

## Publication originale
- Zhang & Maddison, 2012 : New euophryine jumping spiders from the Dominican Republic and Puerto Rico (Araneae: Salticidae: Euophryinae). Zootaxa, no 3476, p. 1-54.